# Ian Black
Ian Black, född 14 mars 1985 i Edinburgh, är en skotsk före detta professionell fotbollsspelare som spelat för Rangers.